# Грим'яцька сільська рада
Гри́м'яцька сільська́ ра́да — адміністративно-територіальна одиниця та орган місцевого самоврядування в Віньковецькому районі Хмельницької області. Адміністративний центр — село Грим'ячка.

## Загальні відомості
Грим'яцька сільська рада утворена в 1921 році.
- Територія ради: 32,47 км²
- Населення ради: 847 осіб (станом на 2001 рік)
- Територією ради протікає річка Біла

## Населені пункти
Сільській раді були підпорядковані населені пункти:
- с. Грим'ячка

## Склад ради
Рада складалася з 14 депутатів та голови.
- Голова ради: Музика Василь Петрович
- Секретар ради: Станіславчук Ніна Степанівна

### Керівний склад попередніх скликань
| Прізвище, ім'я, по батькові | Основні відомості                                                         | Дата обрання | Дата звільнення |
| --------------------------- | ------------------------------------------------------------------------- | ------------ | --------------- |
| Музика Василь Петрович      | Сільський голова, 1972 року народження, освіта вища, член Народної партії | 26.03.2006   | 31.10.2010      |
| Музика Василь Петрович      | Сільський голова, 1972 року народження, освіта вища, член Партії регіонів | 31.10.2010   |                 |

Примітка: таблиця складена за даними сайту Верховної Ради України

### Депутати
За результатами місцевих виборів 2010 року депутатами ради стали:

#### За суб'єктами висування
| Суб'єкт висування | Кількість обраних депутатів | %    |
| ----------------- | --------------------------- | ---- |
| Партія регіонів   | 9                           | 64,3 |
| Народна партія    | 5                           | 35,7 |

#### За округами
| № округу        | Прізвище, ім'я, по батькові    | Дата визнання обраним | Освіта             | Партійна приналежність | Відомості про обраного депутата                                                     |
| --------------- | ------------------------------ | --------------------- | ------------------ | ---------------------- | ----------------------------------------------------------------------------------- |
| Народна Партія  |                                |                       |                    |                        |                                                                                     |
| 3               | Лиса Марія Володимирівна       | 04.11.2010            | середня спеціальна | член Народної партії   | пенсіонер                                                                           |
| 4               | Михайлова Світлана Петрівна    | 04.11.2010            | середня спеціальна | член Народної партії   | Грим'яцький фельдшерсько-акушерський пункт, завідувачка                             |
| 5               | Станіславчук Ніна Степанівна   | 04.11.2010            | вища               | член Народної партії   | Грим'яцька сільська рада, секретар виконкому                                        |
| 6               | Валькова Галина Петрівна       | 04.11.2010            | середня            | член Народної партії   | Віньковецький територіальний центр обслуговування пенсіонерів, соціальний працівник |
| 8               | Слива Лідія Петрівна           | 04.11.2010            | середня спеціальна | член Народної партії   | Грим'яцька сільська рада, бухгалтер                                                 |
| Партія регіонів |                                |                       |                    |                        |                                                                                     |
| 1               | Савіцький Леонід Іванович      | 04.11.2010            | середня            | позапартійний          | тимчасово не працює                                                                 |
| 2               | Сідельник Валентина Іванівна   | 04.11.2010            | середня            | член Партії регіонів   | Зіньківське сільське споживче товариство, продавець                                 |
| 7               | Нестеришен Володимир Петрович  | 04.11.2010            | середня            | член Партії регіонів   | тимчасово не працює                                                                 |
| 9               | Фединяк Раїса Михайлівна       | 04.11.2010            | вища               | член Партії регіонів   | Грим'яцька загальноосвітня школа, вчитель                                           |
| 10              | Голенко Марія Василівна        | 04.11.2010            | середня спеціальна | член Партії регіонів   | Грим'яцька бібліотека, завідувачка                                                  |
| 11              | Мельник Сергій Степанович      | 04.11.2010            | середня спеціальна | член Партії регіонів   | Ярмолинецьке лісництво, лісник                                                      |
| 12              | Дубова Валентина Володимирівна | 04.11.2010            | середня спеціальна | член Партії регіонів   | Дитячий садок, вихователь                                                           |
| 13              | Бабійчук Антоніна Сергіївна    | 04.11.2010            | середня            | член Партії регіонів   | тимчасово не працює                                                                 |
| 14              | Мельник Василь Григорович      | 04.11.2010            | середня спеціальна | член Партії регіонів   | Ярмолинецьке лісництво, лісник                                                      |